# Setge de Ceuta (1309)
El Setge de Ceuta de 1309 és una de les batalles de la Guerra castellanogranadina.

## Antecedents
El 19 de desembre de 1308, a Alcalá de Henares, Ferran IV de Castella i els ambaixadors aragonesos Bernat de Sarrià i Gonzalo García van rubricar el tractat d'Alcalá de Henares. Ferran IV, que comptava amb el suport del seu germà, l'infant Pere de Castella i de Molina, de Diego López V d'Haro, l'arquebisbe de Toledo i del bisbe de Zamora, va acordar iniciar la guerra contra el regne de Granada el dia 24 de juny de 1309 i es va comprometre, igual que el monarca aragonès, a no signar una pau per separat amb el monarca granadí. El rei castellà aportaria deu galeres a l'expedició i altres tantes el rei aragonès. Es va aprovar amb l'anuència de les dues parts que les tropes del regne de Castella i Lleó atacarien les places d'Algesires i Gibraltar, mentre que els aragonesos conquistarien la ciutat d'Almeria. Ferran IV es va comprometre a cedir una sisena part del regne de Granada al rei aragonès, i li va concedir el regne d'Almeria en la seva totalitat com avançament
El tractat de Barcelona del 3 de maig de 1309 va ser una aliança militar signada entre el rei d'Aragó Jaume II i Abu-r-Rabí Sulayman ibn Yússuf, el soldà de la dinastia marínida del Marroc mitjançant la qual el segon contractava els serveis d'una flota i exèrcit de mercenaris cristians aragonesos per a la conquesta de Ceuta, en poder de Nasr ibn Muhammad, l'emir de Gharnata.

## La conquesta
Les naus de Jaspert V de Castellnou ocuparen l'Estret de Gibraltar mentre Eimeric de Bellveí comandà les naus de l'Armada Reial a les ordres de Jaume II d'Aragó en la conquesta de Ceuta el 21 de juliol de 1309 en auxili dels aliats benimerins com a operació previa a Croada d'al-Mariyya.

## Conseqüències
Un cop presa la plaça fou lliurada als benimerins, que canviaren de bàndol i decidiren auxiliar el granadins. El vicealmirall Eimeric, com a capità de l'esquadra de l'estret de Gibraltar, hagué de barrar-los el pas cap a la península i impedir el pas d'aquests, ara enemics, a la Península. Per la seva ardidesa fou comparat aleshores amb Roger de Llúria.
Jaume II de Mallorca va afegir una galera al bloqueig de l'estret per rescatar uns mercaders mallorquins retinguts a l'emirat de Gharnata.